# Find the River
Find the River is een nummer van de Amerikaanse rockband R.E.M. uit 1993. Het is de zesde en laatste single van hun achtste studioalbum Automatic for the People.
Net als voorganger "Nightswimming", is ook "Find the River" een rustige ballad. Als afsluiter van het album "Automatic for the People" beschrijft het nummer dat we uiteindelijk niet veel kunnen doen tegen de sterfelijkheid van de mens. Hoe jong of oud je ook bent, de dood komt er altijd aan. Het nummer was vergeleken met de voorgaande singles een stuk minder succesvol, het bereikte slechts in het Verenigd Koninkrijk de hitlijsten.

## Radio 2 Top 2000
In 2018 maakte het dan 25 jaar oude nummer zijn opwachting op de 1980e plaats in de Radio 2 Top 2000.

| Nummer met noteringen in de NPO Radio 2 Top 2000 | '18  | '19  | '20  | '21  | '22  | '23  | '24  |
| ------------------------------------------------ | ---- | ---- | ---- | ---- | ---- | ---- | ---- |
| Find the River                                   | 1980 | 1604 | 1402 | 1372 | 1100 | 1221 | 1024 |

1. ↑  Een vetgedrukt getal geeft de hoogste notering aan.
2. ↑  2018 was het eerste jaar met een notering voor dit nummer.